# Turner (automobilismo)
Turner è stato un costruttore americano di auto da corsa presente nelle gare statunitensi negli anni cinquanta e sessanta.

## Storia
Tra il 1950 e il 1960 la 500 Miglia di Indianapolis faceva parte del Campionato mondiale di Formula 1, per questo motivo la Turner ha all'attivo anche 1 Gran Premio in F1 nel 1953.